# باب خالد أباد
باب‌ خالد أباد هي قرية في مقاطعة أشنوية، إيران. يقدر عدد سكانها بـ 339 نسمة بحسب إحصاء 2016.